# 備一真
備 一真（そなえ かずま、1998年1月6日 - ）は、日本の男子バレーボール選手である。

## 来歴
鹿児島県鹿児島市出身。姉の影響で小学2年生からバレーボールを始める。チームメイトには1学年上に池田幸太がいた。
中学校時代は県大会の出場も叶わなかったが、河東祐大に誘われ鹿児島商業高等学校に入学。3年間でのリベロとしての試合出場はなく、高校3年時の春高バレーでのリリーフサーバーでの出場に留まった。
大同大学に進学後、1年生から主力選手として試合に出場。
2019/20シーズン、V.LEAGUE DIVISION2 MEN（V2男子）に所属する大同特殊鋼レッドスターの内定選手となった。同シーズン、V2の試合に出場し、Vリーグデビューを果たした。
2020年、大学卒業後に、大同特殊鋼レッドスターに入団した。2020-21シーズン、V2においてサーブレシーブ賞を受賞した。
2020-21シーズン終了をもって、大分三好ヴァイセアドラーに移籍した。2021/22シーズンにV1の試合に出場し、Vリーグデビューを果たした。
2021-22シーズン終了をもって大分三好を退団。VC長野トライデンツにプロ選手として入団した。
2022-23シーズン、V1男子でサーブレシーブ賞を受賞した。
2023年、日本代表登録メンバーに選出された。
2025年4月、2024-25シーズン限りでの退団が発表された。5月21日に自由交渉選手として公示。8月にポーランド1部リーグのヘウムとの契約が発表された。正リベロ候補のイェンジェイ・グルシュチンスキの負傷に伴うもので、契約期間は5カ月間となる。

## 球歴
- 日本代表（2023年）

## 所属チーム
- 鹿児島商業高等学校（2013-2016年）
- 大同大学（2016-2020年）
- 大同特殊鋼レッドスター（2020-2021年）
- 大分三好ヴァイセアドラー（2021-2022年）
- VC長野トライデンツ（2022-2025年）
- インポスト・ヘウム（ポーランド語版）（2025年-）

## 受賞歴
- 2021年 - 2020-21 V.LEAGUE DIVISION2 MEN サーブレシーブ賞
- 2023年 - 2022-23 V.LEAGUE DIVISION1 MEN サーブレシーブ賞